# M-Sport
M-Sport – firma przygotowująca samochody do rajdów i wyścigów z siedzibą w Cockermouth, założona w 1979 przez byłego kierowcę WRC Malcolma Wilsona, działająca początkowo pod nazwą Malcolm Wilson Motorsport. Z sukcesami przygotowywała samochody zdobywające mistrzowskie tytuły w rajdach samochodowych. Od 1996, M-Sport przygotowywał i serwisował oficjalne samochody WRC Ford World Rally Team w rajdach WRC.

## Historia
Założona w roku 1979 pod nazwą Malcolm Wilson Motorsport. Firma początkowo mieściła się obok domu Wilsona niedaleko Cockermouth. Naśladując karierę Malcolma Wilsona jako kierowcy, firma rosła stabilnie w latach 80., a na początku lat 90. nastąpił jej gwałtowny rozwój odpowiadający sukcesom jakie firma osiągnęła na świecie z samochodem Ford Escort RS Cosworth.
W 1994, zespół zdobył międzynarodowe mistrzostwo Włoch, Portugalii, Bliskiego Wschodu i Samochodowe Mistrzostwo Wielkiej Brytanii z Malcolmem Wilsonem za kierownicą Escorta.
W sezonie 2014 Rajdowych Mistrzostw Świata w zespole startował Robert Kubica z pilotem Maciejem Szczepaniakiem.